# Adham El-Effendi
 Adham El-Effendi  (nacido el 10 de agosto de 1987) es un tenista profesional estadounidense. 

## Carrera
No ha logrado puntos ATP a nivel de individuales ya que ha participado hasta el momento exclulsivamente en dobles donde logró la posición 315 el 5 de noviembre de 2012.
No ha logrado hasta el momento títulos de la categoría ATP ni de la ATP Challenger Tour, aunque sí ha obtenido varios títulos Futures en dobles.